# Château de Faverges
Le château de Faverges est un ancien château fort, du XIIIe siècle, remanié au XVe siècle, situé à la frontière du comté de Savoie et du comté de Genève, qui se dresse sur la commune de Faverges-Seythenex dans le département de la Haute-Savoie en région Auvergne-Rhône-Alpes.
Le château fait l’objet d’une inscription partielle au titre des monuments historiques par arrêté du 19 novembre 1991. Seuls sont inscrits le donjon, le sol de la cour, les murs de soutènement au Sud et au Sud-Ouest.

## Situation
Le château de Faverges est situé dans le département français de la Haute-Savoie sur la commune de Faverges, sur un contrefort du Crêt de Chambellon, à 500 mètres d'altitude, dominant le bourg. Situé à la frontière du comté de Savoie et du comté de Genève et aussi de la baronnie du Faucigny, il commandait la route empruntant l'ancienne voie romaine secondaire reliant Moûtiers à Genève.

## Historique
Un premier château est mentionné au début du XIIe siècle, tout comme neuf autres castra « genevois ». Il l'est ainsi en 1112, dans une charte du diocèse de Maurienne, comme possession des sires de Faverges Fabricis. Un Berlion de Faverges et son frère, Godefroi, avec l'autorisation de leur mère, sont cités dans cette charte dans laquelle il est indiqué qu'ils rétrocèdent leurs droits qu'ils possèdent sur le territoire de l'évêché de Saint-Jean-de-Maurienne. Ce document permet d'établir l'existence d'un premier château, qui devait probablement se dresser sur le crêt de Chambellon, dominant le château actuel.
Le château de Faverges est initialement placé sous la suzeraineté des comtes de Genève. La seigneurie est au XIIIe siècle détenue par les sires de Giez qui en 1293 la vende à Amédée V de Savoie,.
Le comte Amédée V de Savoie rachète la seigneurie le 26 novembre 1316 à Rodolphe de Faverges, et fait relever le château.
En 1321, Faverges est la possession d'Agnès de Savoie, femme de Guillaume III comte de Genève.
Il a un rôle stratégique dans les conflits opposant la maison de Savoie et la maison de Genève, de même que pour la prise de contrôle du Faucigny à la suite du traité de Paris, en 1355.
À partir du XVe siècle, la seigneurie est donnée en apanage aux cadets de la Maison de Savoie, qui sont comtes de Genevois. Toujours au XVe siècle, le château est reconstruit.
Le 18 juillet 1501, le duc Philibert II de Savoie vend, par acte passé au palais épiscopal de Genève, la seigneurie à François de Luxembourg, qui venait d'épouser Louise de Savoie en 1497, pour la somme de 1 200 florins comptés en 3 789 écus d'or. La vente sera annulée par la chambre des comptes et les sommes rendues en septembre de la même année. Charles III de Savoie le vend à son tour en 1526 à cette même famille de Luxembourg-Martigues. En 1571, Emmanuel Philibert de Savoie, ayant exercé la clause de rachat, le cède le 14 octobre 1571 à Louis Milliet contre la somme de 4 000 écus d'or donnant naissance à la famille Milliet de Faverges qui le posséderont jusqu'à la Révolution.
Dans la nuit du 9 octobre 1600, lors de la guerre franco-savoyarde, le roi Henri IV de France séjourne au château.
Lors de l'entrée des troupes révolutionnaires du général Montesquiou en Savoie, en 1792, il est entre les mains de Gabrielle Milliet de Faverges, fille du marquis Milliet de Faverges, qui l'a reçu en dot. Elle épouse le comte Leprotti di Fontanetto. N'ayant pas émigré, elle reste en possession du château et le vend en 1810 à Jean-Pierre Duport (1756-1822), qui possède déjà une usine de coton dans la ville, pour y installer une usine de « mosseline », mousseline de soie, que développe son gendre le baron Blanc. Le château accueille alors des ateliers de soierie et ce jusqu'en 1914 ; se succèdent la société Gourd, Croiset et Dubost, puis Stünzi. Durant le conflit, il sert comme hôpital militaire avant de redevenir un atelier jusqu'en 1976.
En 1980, la commune de Faverges le rachète pour le transformer en maison familiale de vacances. Il sera géré pendant un temps par le groupe de centres de vacances Relais Soleil.
En 2017, à la suite de l’appel à projet lancé par la commune, c’est Alexandra et Maximilien Genèvre qui en reprennent la gestion. Ils ont conclu un bail emphytéotique administratif de 50 ans avec la commune qui reste propriétaire du château. Après des travaux de rénovations, le site accueille des événements privés et professionnels.

## Description

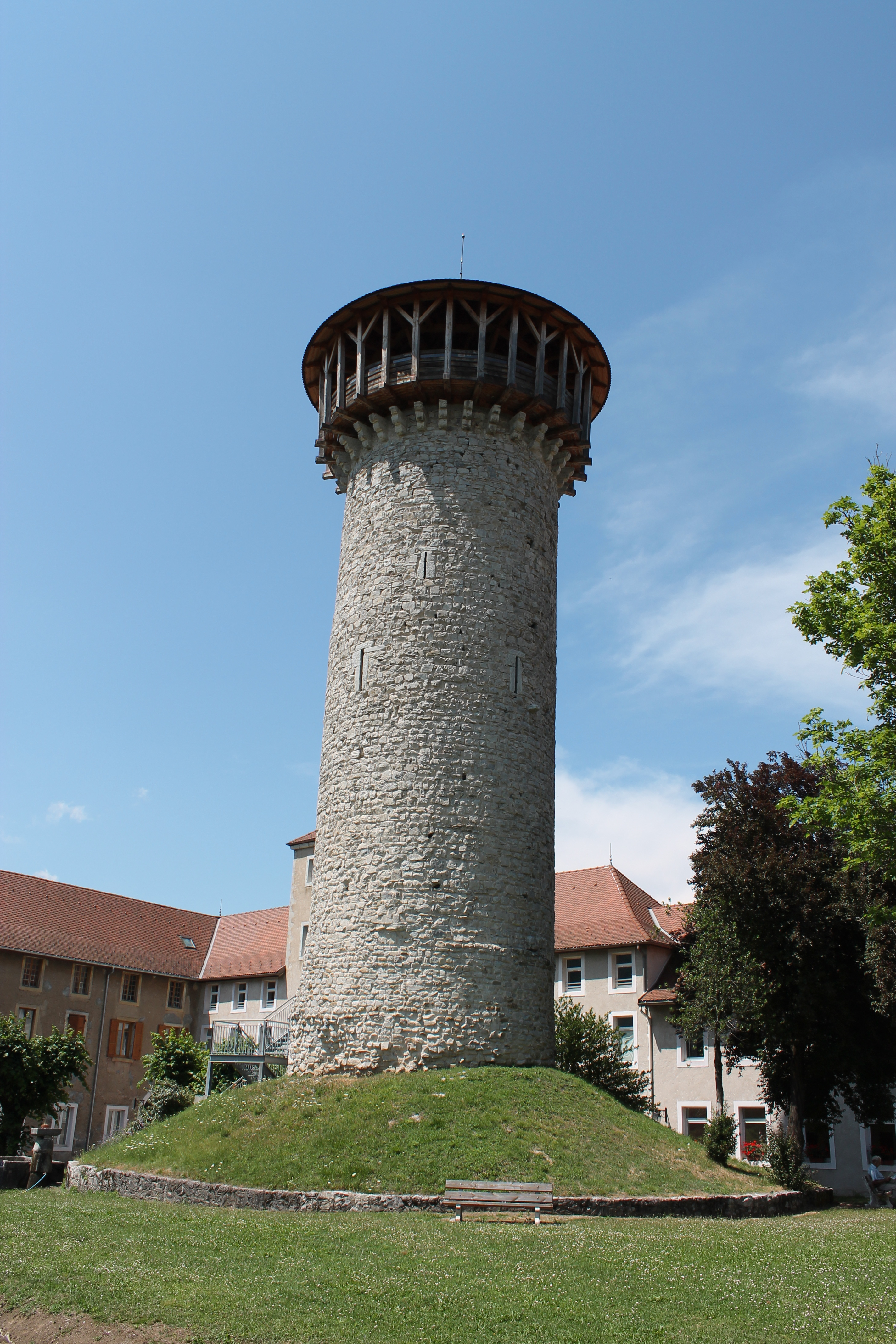
Tour-donjon restaurée en 2006/2007

Le château de Faverges est composé de la tour-donjon et de divers autres bâtiments.
La tour-donjon haute de 32 mètres est très représentative de l'architecture castrale du XIIIe siècle en Savoie. Les fondations remonteraient au XIIe siècle et auraient été remaniées en 1250. En 2006-2007, elle a subi une réfection complète des murs, l'installation d'un nouvel escalier intérieur de 144 marches et la construction d'un hourd ; galerie panoramique en bois permettant une vue à 360°. Sous le hourd, les nids naturels de faucons crécerelle ont été préservés et des nichoirs pour martinets ont été placés.

## Propriétaires du château
Le château est la possession de :
- jusqu'en 1317 : Famille de Faverges
- 1317 - 1569 : Maison de Savoie
- 1501, puis 1506 : François de Luxembourg, gouverneur général du duché de Savoie
- 1571 - 1792 : Maison de Milliet
- 1810 - 1859 : Famille Duport, puis à leur gendre le baron Blanc
- 1859-1980 : Société lyonnaise Gourd Croisat et Dubost qui la cède à son tour à la société Stünzi.
- 1980 : Achat par la commune de Faverges

## Châtellenie de Faverges
Le château de Faverges est le centre d'une châtellenie, dit aussi mandement, relevant du bailliage de Savoie,.
Dans le comté de Savoie, le châtelain est un « [officier], nommé pour une durée définie, révocable et amovible »,. Il est chargé de la gestion de la châtellenie ou mandement, il perçoit les revenus fiscaux du domaine, et il s'occupe de l'entretien du château.

## Galerie

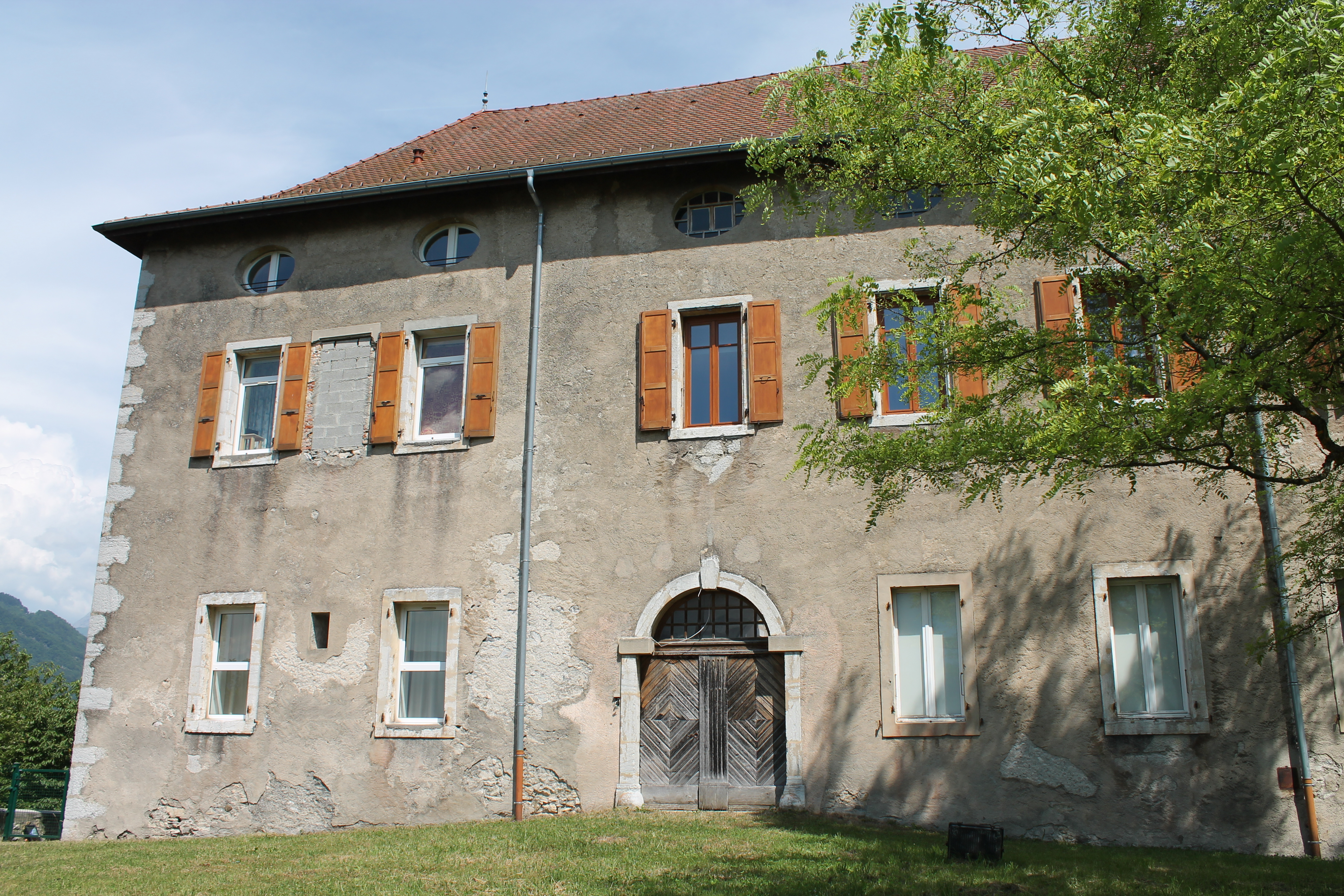
Façade nord du château de Faverges
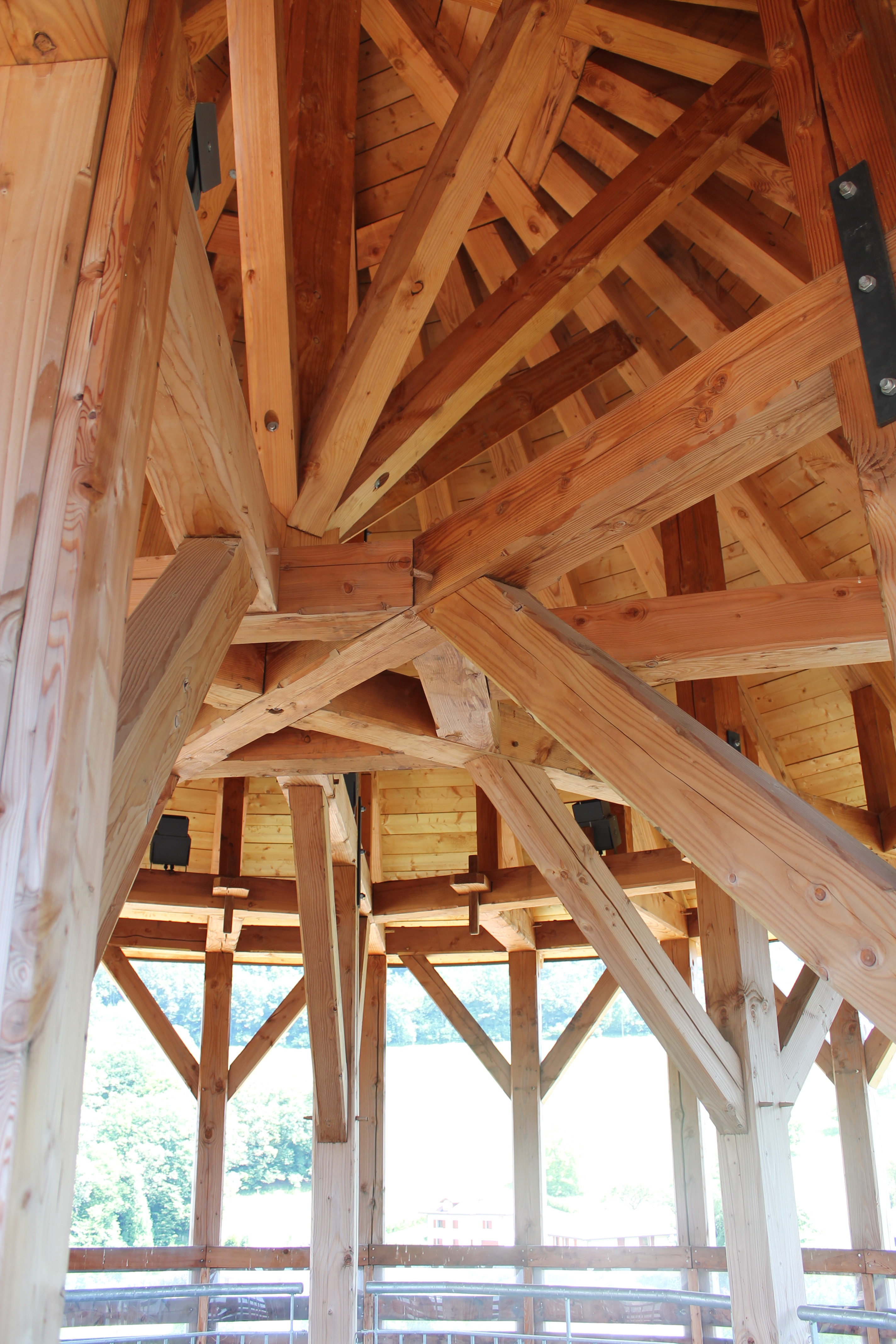
Toiture du donjon du château
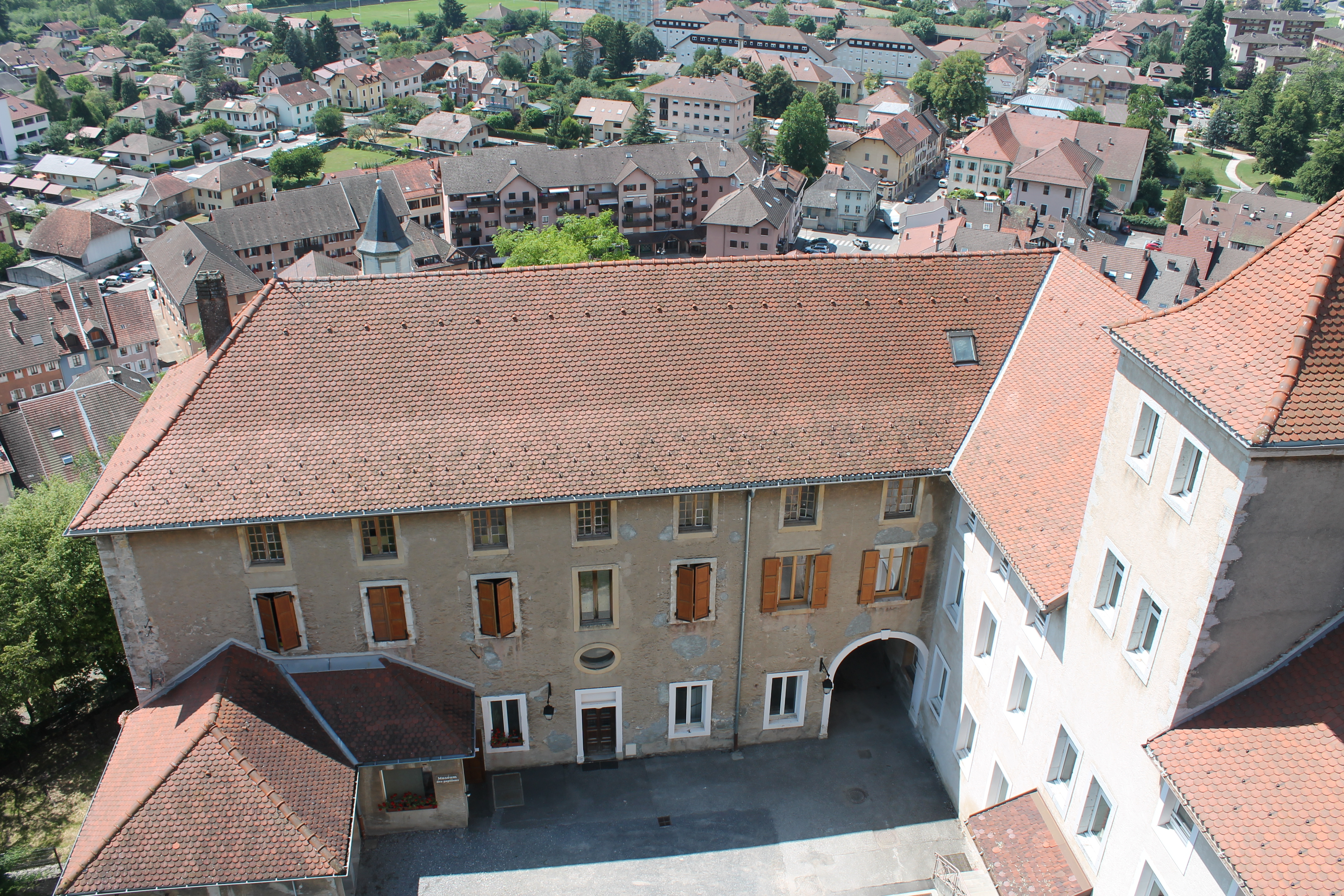
Logis du château depuis le donjon
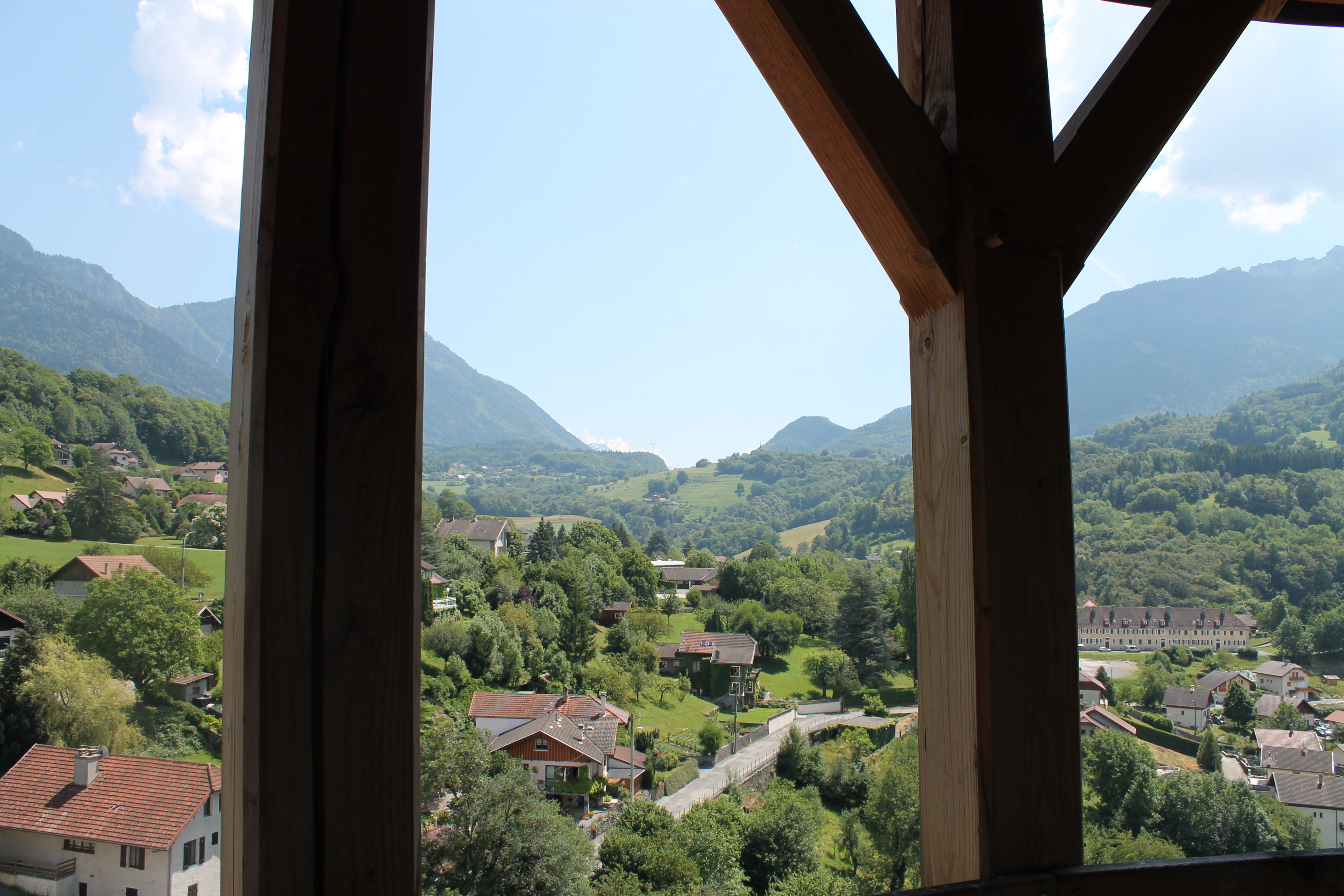
Vallée de Tamié depuis le donjon du château